# 南陽府

南阳府在河南省的位置（1820年）

南阳府，元朝时设置的府。隶属河南承宣布政使司。

## 歷史沿革
元朝，属于河南江北行省。明朝洪武初年，沿袭元朝设置，领州二个，县十一个：南阳县、镇平县、唐县、泌阳县、桐柏县、南召县、邓州（领内乡县、新野县、淅川县）、裕州(领舞阳县、叶县）。清朝初年沿袭明朝时辖区，领二州，十一县。道光中，淅川县升淅川厅。终清一朝，领二州、十县。考评：冲，繁，难。辛亥革命后，全国废府，废。

## 延伸阅读
[在维基数据编辑]
 《欽定古今圖書集成·方輿彙編·職方典·南陽府部》，出自陈梦雷《古今圖書集成》